# Medford (Minnesota)
Medford – miasto w Stanach Zjednoczonych, w stanie Minnesota, w hrabstwie Steele. Populacja wynosiła 1,239 podczas spisu powszechnego z 2010 r..
Medford został założony w 1856 roku i nazwany na cześć Medforda Collinga, syna wczesnego osadnika. Poczta działa w Medford od 1855 roku.